# Cetomimus compunctus
Cetomimus compunctus är en fiskart som beskrevs av Abe, Marumo och Kawaguchi, 1965. Cetomimus compunctus ingår i släktet Cetomimus och familjen Cetomimidae. Inga underarter finns listade i Catalogue of Life.